# Alexis-François Rio
Alexis-François Rio (20 de maio de 1797 - 17 de junho de 1874) foi um escritor francês de arte. Sem nenhum método ou crítica estrita, ele expressou preferência pela arte do século XV. Ele contribuiu muito para a recuperação da arte negligenciada da Idade Média.

## Vida
Rio nasceu na Ilha de Arz, Morbihan, Bretanha.
Ele foi educado na faculdade de Vannes, onde recebeu seu primeiro compromisso como instrutor, ocupação que, no entanto, provou ser desagradável. Ele seguiu para Paris, mas ficou temporariamente desapontado com a esperança de conseguir lá uma cadeira de história.
Seu campeonato entusiasmado da liberdade dos gregos atraiu a atenção do governo, que o nomeou censor da imprensa pública. A recusa desta nomeação lhe rendeu grande popularidade e a amizade de Charles Forbes René de Montalembert. Em 1828, ele publicou seu primeiro trabalho, "Essai sur l'histoire de l'esprit humain dans l'antiquité", que lhe trouxe o favor do ministro Auguste de La Ferronays e um secretariado no Ministério de Relações Exteriores. Essa posição permitiu a ele (como Montalembert escreveu mais tarde) tornar-se para o Cristianismo, o que Winckelmann fora para a arte antiga.
Ele passou a maior parte do período de 1830 a 1860 em viagens pela Itália, Alemanha e Inglaterra. Em Munique, ele se familiarizou com os porta-vozes do catolicismo contemporâneo - Sulpiz Boisserée, Franz Xaver Baader, Ignaz von Döllinger, Joseph Görres e Karl Friedrich von Rumohr - e também com Friedrich Schelling. Schelling deu a ele uma visão do ideal estético; Rumohr o dirigiu para a Itália, onde se podia ver a realização desse ideal na arte.
Após contato com os pré-rafaelitas da Inglaterra, onde viveu por três anos e se casou, e especialmente com o incentivo de Montalembert, ele visitou novamente, em companhia de sua esposa, todas as galerias importantes da Europa, embora ele tenha se tornado manco e andava arrastar-se pelos museus de muletas.

## Trabalho
Em 1835, o primeiro volume de sua Art chrétien apareceu sob o título enganoso De la poésie chrétienne - Forme de l'art. Este trabalho, recebido com entusiasmo na Alemanha e na Itália, foi um fracasso completo na França. Desanimado, ele renunciou ao estudo de arte e escreveu uma história das perseguições dos católicos ingleses, uma obra que nunca foi impressa.
Homens de destaque como Gladstone, Manzoni e Thiers se interessaram por seus estudos, que ele publicou em quatro volumes sob o título "L'art chrétien" (1861-7). Este trabalho não é uma história de toda arte cristã, mas da pintura italiana de Cimabue até a morte de Rafael.
Rio descreve os incidentes mais notáveis de sua vida nas duas obras, Histoire d'un collège Breton sous l'Empire, la petite chouannerie (1842) e Epilogue à l'art chrétien (2 vols., 1872). Ele também publicou os seguintes trabalhos: Shakespeare (1864), em que ele reivindica o dramaturgo como católico; Michel-Ange e Rafael (1867); L'idéal antique e lidéal chrétien (1873).